# Heal My Voice
Heal My Voice (HMV) är en amerikansk icke vinstdrivande organisation vars syfte är att stödja kvinnligt författarskap, entreprenörskap och personligt ledarskap. Den grundades 2011 av Andrea Hylen. Heal My Voice mission lyder: Empowering women and girls to heal a story in their life and to connect with their inner authority and innate wisdom which leads them to a richer expression of their unique gifts and leadership. 
Sedan starten har Heal My Voice publicerat tio antologier på engelska och svenska publicerats. 2018 utkom den senaste antologin Innovated Voices: True Stories by Women Awakening a New World skriven av kvinnor från USA, Sverige och Europa. 
2012 startade Heal My Voice Blogtalkradio. En podcast som bland annat innehåller intervjuer med författarna till de olika böckerna. 2012 sändes också den första svenska intervjun på podcasten på Heal My Voice Sweden Blogtalkradio.  

## Grundaren
2013 tilldelades Andrea Hylen On Purpose Women Award, för sitt arbete med att stärka kvinnor och flickor över hela världen. Ett pris som delas ut av On Purpose Networking for Women (OPN), en organisation i Baltimore, USA.
Andrea Hylen är redaktör för samtliga engelska publikationer under Heal My Voice. Hon är också författare till Voices of Love in the dark: 44 Radio Conversations on Transforming Grief, en serie om tre böcker som bygger på de 44 radioprogram som Andrea ledde under 2010. Trilogin innehåller sjutton personliga berättelser av Andrea och 27 berättelser från de gäster som var med i radioprogrammen. Böckerna utkom under 2016 och 2017. 
2018 gav Andrea ut boken Heal My Voice: An Evolutionary Woman's Journey. 

## Böckerna och kvinnorna
Mer än 150 kvinnor har på olika sätt varit delaktiga sedan första bokprojektet. Varje publicerad bok innehåller mellan 15 och 20 sanna berättelser skrivna av kvinnor med olika nationalitet, ålder, kulturell och religiös bakgrund.
Kvinnorna berättar om sina erfarenheter av att ha förlorat ett barn, en föräldrar, en partner. Historierna innehåller berättelser om missbruk, sexuella övergrepp, abort, depression, livshotande sjukdomar, mobbning, otrohet, medberoende, diskriminering. 
Heal My Voice har även arrangerat skrivprojekt i USA för kvinnor som sitter i fängelse, samt lett skrivprogram med kvinnor som är under rehabilitering för missbruk. 

## Sverige och Europa
Heal My Voice Sweden (HMVS) kom till på initiativ av Marie Ek Lipanovska efter hennes deltagande i den tredje HMV boken, Empowered Voices: True Stories by Awakened Women (2012).  
Tre böcker är utgivna av Heal My Voice Sweden, varav två är publicerade på svenska: Värdefulla Röster (2013) och Frigörande Röster (2014). 2015 utkom Sensual Voices: True Stories by Women Exploring Connection and Desire som är ett samarbete mellan Heal My Voice och Heal My Voice Sweden. 
Redaktörer för de svenska böckerna är Marie Ek Lipanovska, författare och illustratör och Charlotte Cronquist, författare och journalist. 
I november 2015 utkom den italienska antologin Come l'Olio Extravergine d'Oliva I miei veri colori på bokförlaget Liberedizioni.

## Publikationer av Heal My Voice och Heal My Voice Sweden.
- Conscious Choices: An Evolutionary Woman’s Guide to Life[9]
- Fearless Voices: True Stories by Courageous Women[10]
- Empowered Voices: True Stories by Awakened Women[11]
- Inspired Voices: True Stories by Visionary Women[12]
- Harmonic Voices: True Stories by Women on the Path to Peace[13]
- Värdefulla Röster (Heal My Voice Sweden)[14]
- Tender Voices: True Stories by Women on a Journey of Love[15]
- Frigörande Röster (Heal My Voice Sweden)[16]
- Feminine Voices: True Stories by Women Transforming Leadership[17]
- Sensual Voices: True Stories by Women Exploring Connection and Desire[18]
- Innovated Voices: True Stories by Women Awakening a New World[19]

## Publikationer av Andrea Hylen
- Voices of Love in the dark: 44 Radio Conversations on Transforming Grief (Volume1)[20]
- Voices of Love in the dark: 44 Radio Conversations on Transforming Grief (Volume 2)[21]
- Voices of Love in the dark: 44 Radio Conversations on Transforming Grief (Part 3)[22]
- Heal My Voice: An Evolutionary Woman's Journey[23]